# Halle (Saale)

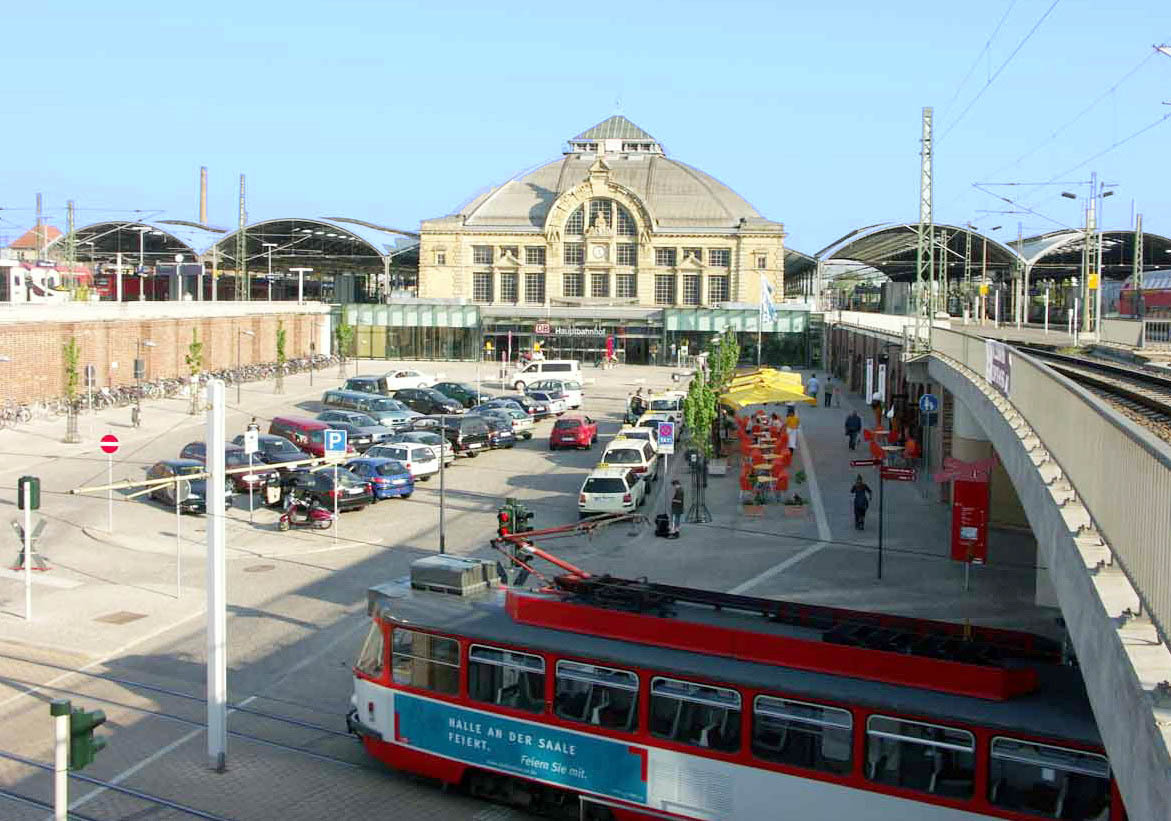
Estação Central (Hauptbahnhof).

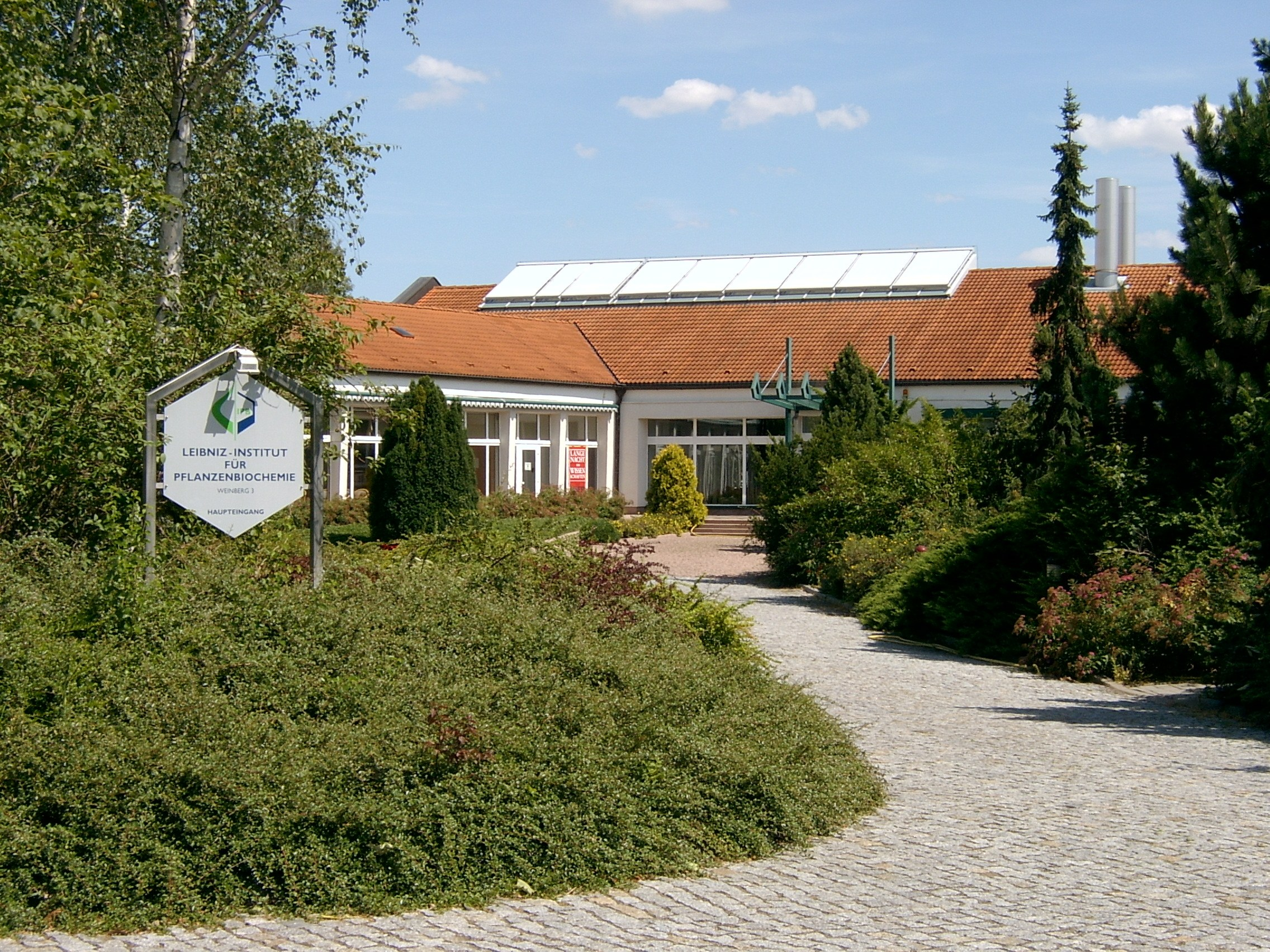
Instituto Leibniz de Bioquímica de Plantas (Pflanzenbiochemie)-IPB, um dos diversos centros de pesquisas e universidades existentes na cidade.

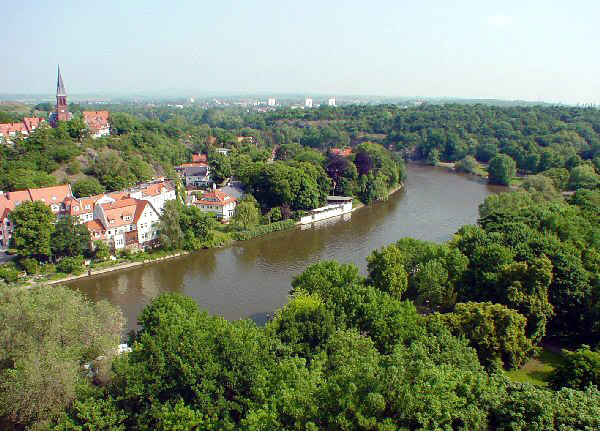
Vista de parte da cidade e do Rio Saale.

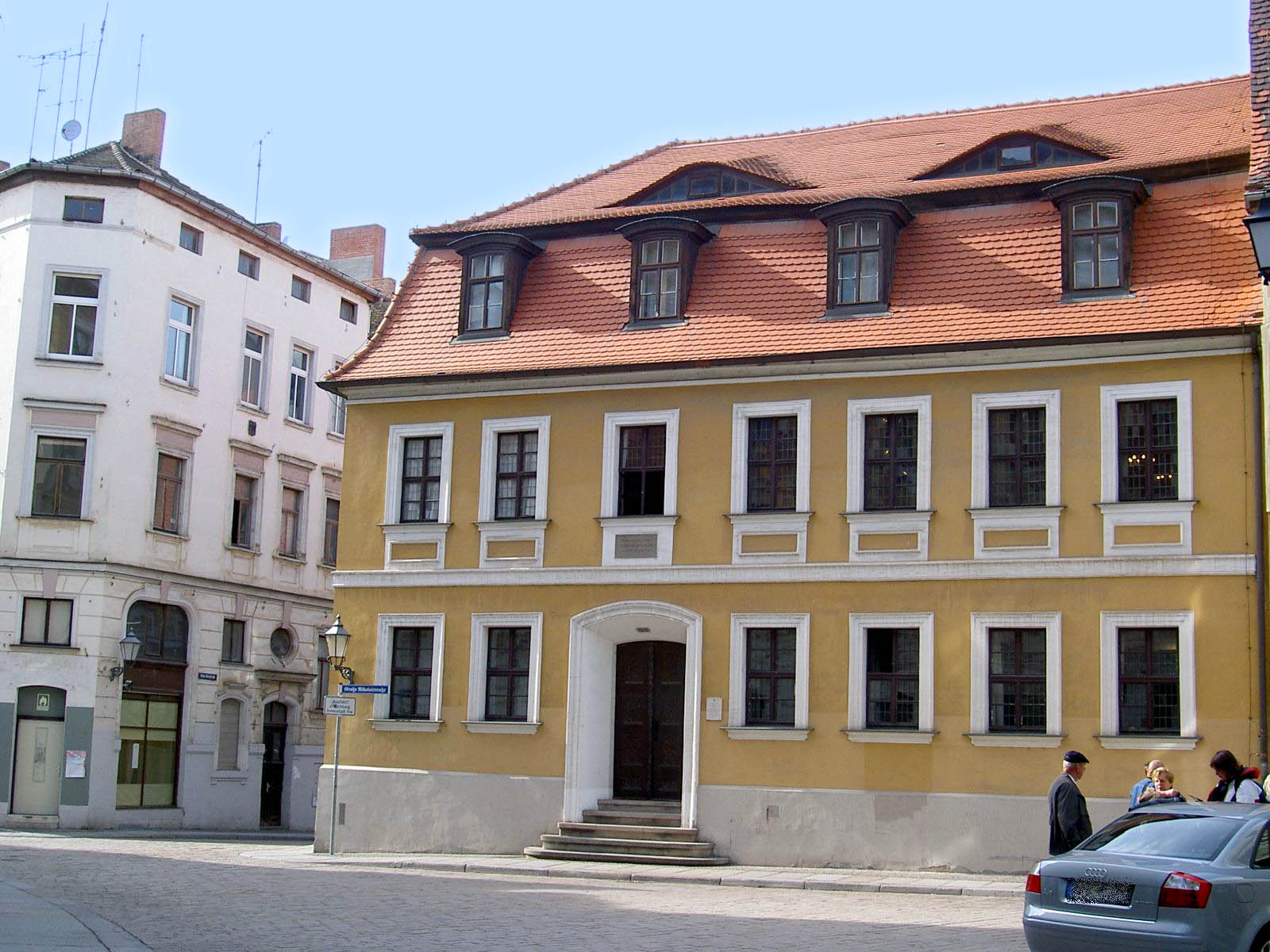
A casa onde viveu Händel.

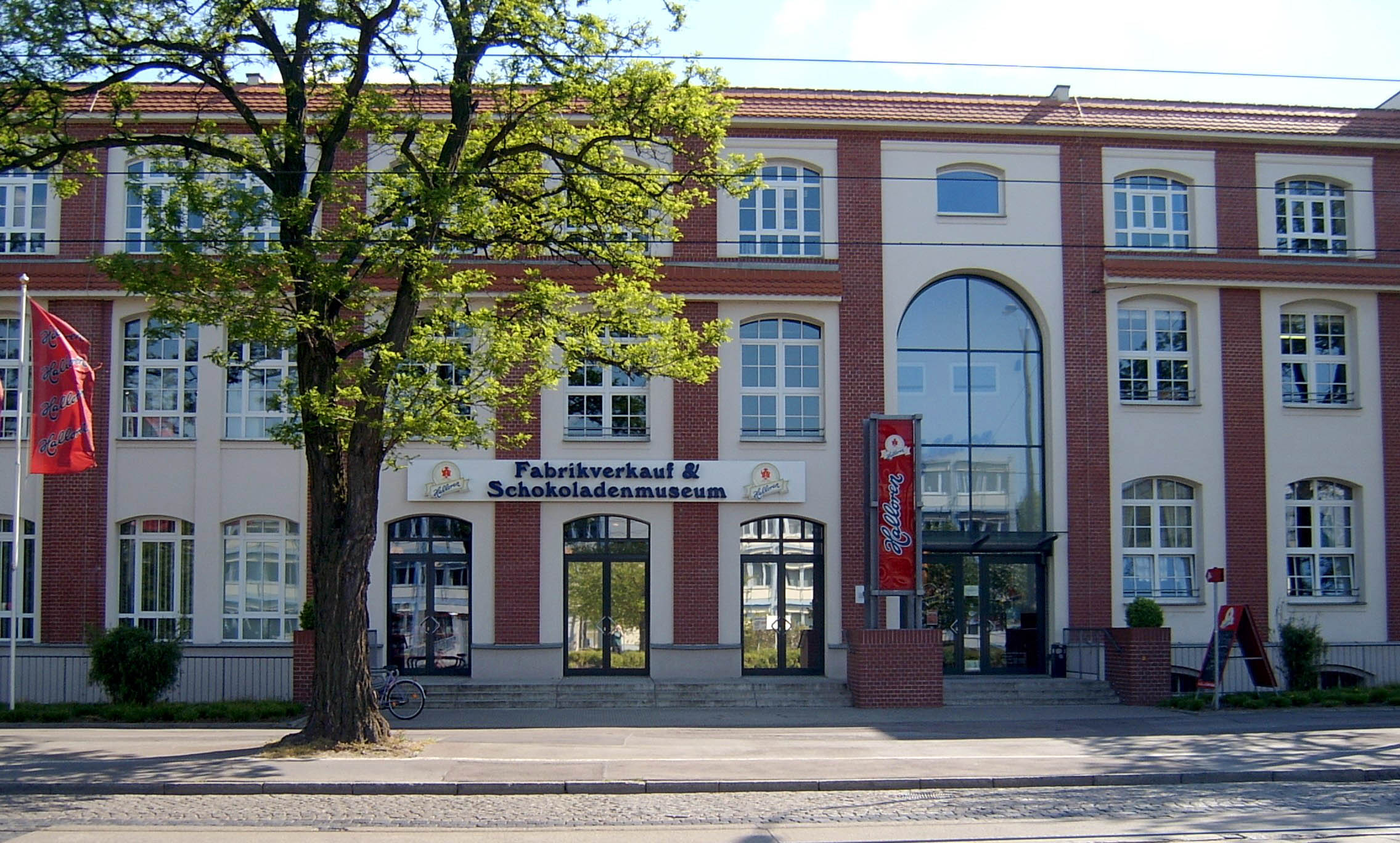
Fábrica de Chocolates Halloren: a mais antiga da Alemanha.

Halle (Saale) é uma cidade localizada no estado da Saxônia-Anhalt, na Alemanha, sendo a maior do estado, localiza-se a cerca de 150 km a sudoeste de Berlim. O nome "Halle" provém do grego "halós", que significa "sal", e a cidade é cortada pelo Rio Saale. Halle an der Saale é uma cidade independente (Kreisfreie Städte) ou distrito urbano (Stadtkreis), ou seja, possui estatuto de distrito (kreis).
É considerada a capital cultural de seu estado. É sede da Universidade de Halle-Wittenberg (Universidade Martinho Lutero, MLU)  e da Academia Nacional de Ciências da Alemanha - Leopoldina. Possui também conceituados Institutos de Pesquisa, destacando-se o Instituto Leibniz de Bioquímica de Plantas, o Instituto Max Planck de Física de Microestruturas e o Instituto Fraunhofer de Mecânica de Materiais.
Durante a época da República Democrática Alemã (Alemanha Oriental), seus arredores foram um importante centro da indústria química. Desde a reunificação atrai empresas de outros setores como a indústria de multimídia, alimentícia, etc. Halle an der Saale é a sede da fábrica de chocolate mais antiga da Alemanha, a Halloren.

## História
A cidade era considerada a mais pobre da Alemanha, por possuir a menor renda média por habitante além da alta taxa de desemprego (que era o dobro da média nacional). Com a instalação de novas indústria e diversos Centros de Pesquisas, além de forte investimento do Governo Alemão, a cidade evoluiu consideravelmente 
Encontra-se depositada na Igreja do Mercado (Marktkirche) a máscara mortuária original de Martinho Lutero. Lutero realizou três sermões na Igreja do Mercado em Halle: em 5 de agosto de 1545, bem como em 06 e 26 de janeiro de 1546.
O número de habitantes de Halle an der Saale ultrapassou os 100.000 em 1890. Durante a década de 1960, iniciou-se a ampliação da cidade para a margem ocidental do rio Saale. A zona oeste da cidade foi chamada de "Halle-Neustadt" (Cidade Nova), considerada uma cidade independente.
Depois da dissolução da República Democrática Alemã, as duas cidades se unificaram, aumentando assim o número de habitantes até os 316.000. Até o fim do primeiro quadrimestre de 2004 o número de habitantes caiu em 78.500, devido à emigração em função do desemprego.

### Cidades gêmeas
Halle an der Saale possui 9 cidades gêmeas:
- Coimbra,  Portugal, desde 1974;
- Grenoble,  França, desde 1976;
- Hildesheim,  Alemanha, desde 1992;
- Jiaxing,  China, desde 2009;
- Karlsruhe,  Alemanha, desde 1987;
- Linz,  Áustria, desde 1975;
- Oulu,  Finlândia, desde 1968;
- Savannah,  Estados Unidos, desde 2011;
- Ufa,  Rússia, desde 1997.

### Personalidades da cidade
Pessoas que nasceram ou residiram na cidade de Halle an der Saale:
- Andreas Libavius, químico e médico
- Anton Wilhelm Amo, filósofo e professor. Primeiro africano sub-saariano conhecido a frequentar uma universidade europeia
- Carl Loewe, compositor
- Caspar Friedrich Wolff, biólogo. Foi um dos fundadores da embriologia
- Christian Ludwig Nitzsch, ornitólogo
- Christian von Wolff, filósofo
- Conny Pohlers, jogadora de Seleção Alemã de Futebol Feminino. Medalhista Olímpica e da Copa do Mundo
- Dariusz Wosz, ex-futebolista que jogou pela Alemanha Oriental e Alemanha reunificada
- Dorothea Christiane Erxleben, primeira mulher a receber título de Doutora em Medicina na Alemanha
- Eduard Grüneisen, físico
- Ernst Friedrich Germar, naturalista
- Étienne Laspeyres, economista
- Fabian von Schlabrendorff, jurista alemão, um dos poucos líderes da resistência ao regime nazi que sobreviveu ao final da guerra.
- Franz Wilhelm Junghuhn, médico e botânico
- Friedrich Daniel Ernst Schleiermacher, professor de Filosofia na Universidade Martinho Lutero (Halle-Wittenberg). Traduziu as obras de Platão para o alemão.
- Friedrich Wilhelm Zachow, compositor, organista e professor
- Fritz Kahn, médico
- Georg Cantor, matemático
- Georg Friedrich Händel, compositor
- Georg Listing, músico e baixista da banda Tokio Hotel
- Gerhard Marcks, escultor
- Gustav Droysen, historiador
- Gustav Kramer, filólogo, pedagogo e teólogo
- Hans von Berlepsch, ornitólogo
- Hermann Amandus Schwarz, matemático. É conhecido por seu trabalho em Análise complexa.
- Hermann Hankel, matemático
- Hermann Gottlieb Dohms, foi um pastor luterano, teólogo e professor brasileiro
- Horst Schumann, médico que participou de experiências em cobaias humanas campo de concentração de Auschwitz na Polônia
- Johann Friedrich Pfaff, matemático
- Johann Gottlieb Heineccius, filosofo e jurista
- Johann Heinrich Schulze, químico, médico e filosofo
- Johann Salomo Christoph Schweigger, químico e físico
- Julius Müller, teólogo protestante
- Karl August Möbius, biólogo, especializado em zoologia e pioneiro no estudo da ecologia.
- Leonhard Sohncke, matemático, físico e naturalista
- Ludwig Müller, bispo da Igreja do Reich e ideólogo do Partido Nazista
- Lyonel Feininger, pintor que criou famosas pinturas de Halle, dentre elas "A Catedral de Halle"
- Matthias Fahrig, ginasta
- Matthias Grünewald, pintor. Precursor do expressionismo e um dos maiores pintores germânicos do gótico tardio
- Oswald Boelcke, piloto alemão da Primeira Guerra Mundial. É considerado o pai da Força Aérea Alemã.
- Paul Biedermann, nadador
- Paul Stäckel, matemático. No campo dos números primos, Stäckel cunhou o termo primos gêmeos
- Paul Thieme, estudioso de indologia, especialista em sânscrito védico
- Reinhard Heydrich, um dos líderes nazistas durante a II Guerra Mundial
- Wilhelm Eduard Weber, físico alemão e, com Carl Friedrich Gauss, inventou do primeiro telégrafo electromagnético
- Wilhelm Grimm, é o mais novo dos famosos Irmãos Grimm, conhecidos por compilarem contos, alguns dos mais famosos que conhecemos, como A Bela Adormecida, Branca de Neve, Chapeuzinho Vermelho, Cinderela, João e Maria e Rapunzel
- Wilhelm Roux, zoólogo e embriologista. Estabeleceu os princípios básicos da cultura de tecidos.
- Wilhelm Ule, geógrafo e limnologista